# المشورة (وشحة)

تعديل مصدري - تعديل

المشورة هي إحدى قرى عزلة ضاعن بمديرية وشحة التابعة لمحافظة حجة، بلغ تعداد سكانها 633 نسمة حسب تعداد اليمن لعام 2004.